# Айбек Дайырбеков
Дайырбеков, Айбек Усонбекович — кинорежиссёр, сценарист, продюсер. Один из учредителей Кыргызской Национальной Kинопремии «Ак Илбирс». и Фонда детского кино «Карек». Председатель Союза кинематографистов Кыргызстана.

## Биография
Айбек Дайырбеков родился 16 мая 1979 года, в г. Фрунзе (Киргизская ССР). Женат, отец четверых детей.
Участник Берлинского лагеря молодых талантов (Berlinale Talent Campus) на 58-м Берлинском кинофестивале в Германии.
- 2003—2011 гг. — год возглавлял студию «Оймо».
- С 2011 года возглавляет студию «Централ Азия фильм».[6]
- 2019—2022 — возглавлял Союз кинематографистов Кыргызстана.[7][8][9]

## Образование
- 2007 год. — Киношкола в Белых Столбах организованная Конфедерацией Союзов кинематографистов СНГ, Москва, мастерская сценаристов
- 2007—2008 гг. — Курсы режиссёров кино, Международного университета «Манас» и Фонда Развития Кинематографа Кыргызстана
- 1997—2002 гг. — Кыргызский национальный университет им. Жусупа Баласагына, Факультет журналистики, специальность тележурналист
- 1995—1996 гг. — Профессиональное техническое училище №94, специальность художник-фотограф
- 2002 год. — Алматинская Летняя Арт-школа, мастерская художественной фотографии, Алматы[10]

## Творческая деятельность

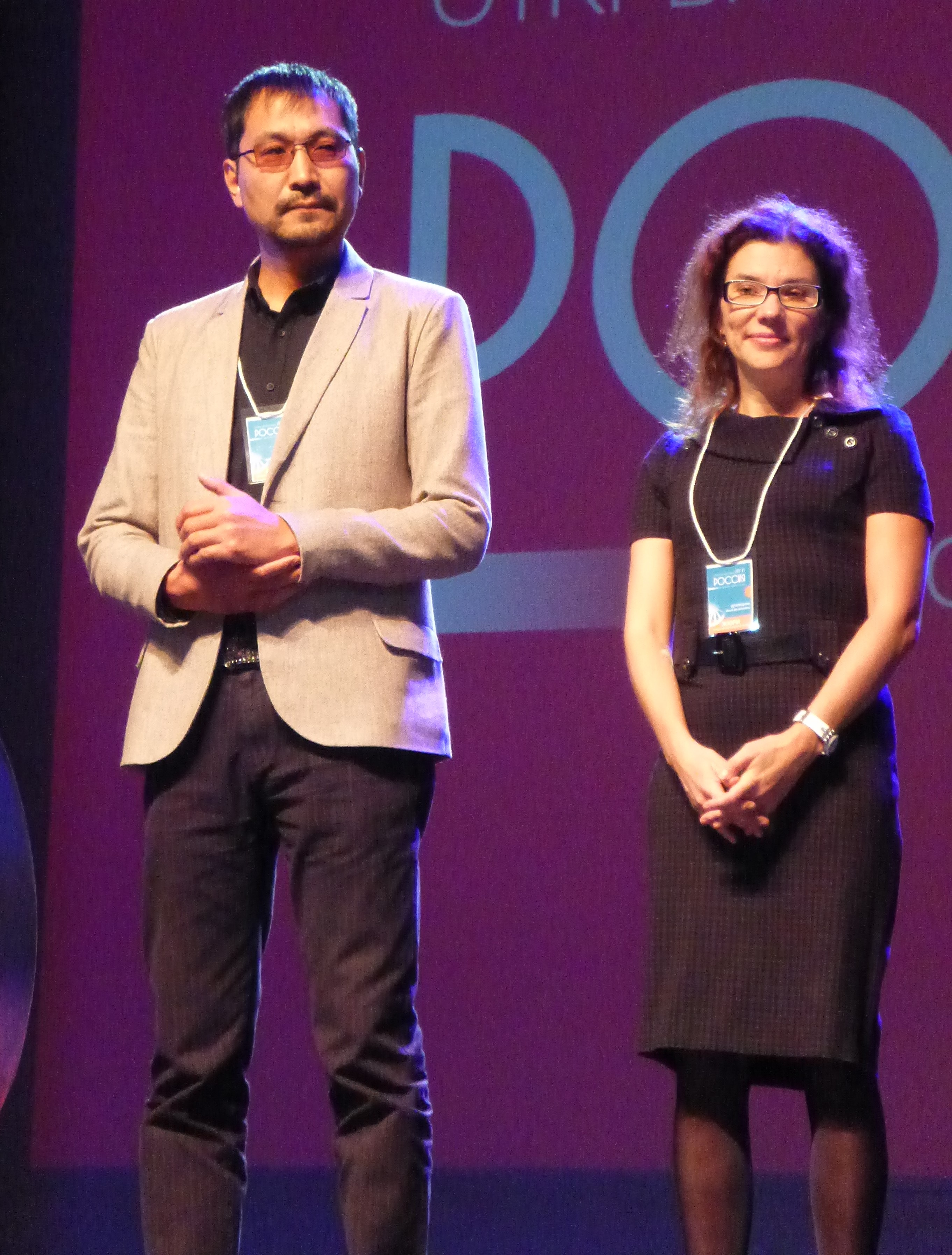
В жюри 32-го кинофестиваля «Россия» Айбек Дайырбеков с Анной Драницыной (15 октября 2021 года)

### Режиссёр фильмов
- 2024 — «Амантай менен Айтуяк» анимационный телесериал[11]
- 2022 — «Запах полыни» (The Scent of the Wormwood[12]) полнометражный фильм[13][14][15][16][17]
- 2020  —  «Перед рассветом» / «Тан алдында» теле-сериал
- 2018 — «Дарак ыры» (Песнь древа - Song of the Tree[18]), (полнометражный фильм), (Кыргызстан-Россия)[19][20][21]
- 2018 —  «Куй Гумыр» теле-сериал, 16 серий (Казахстан)
- 2017 — «Айман-Шолпан» теле-сериал, 100 серий (Казахстан);
- 2016 —  «Лодка», короткометражный фильм;
- 2015 — «Право на мечту» (тв сериал), (Казахстан)[22]
- 2014 — «Скорая помощь» (тв сериал), (Казахстан)
- 2013 — «Мужская история» (тв сериал), (Казахстан)[23]
- 2011 — «Трое под дождем» (к/м)[24]
- 2010 — «Жаным» (тв сериал), (Казахстан)
- 2008 — «Лунный мальчик[25]» (к/м)
- 2008 — «Дерево[26]» (к/м)
- 2006 — «Берег» (к/м)[27][28]
- 2005 — «Носковый сон» (а/ф)

### Автор сценария фильмов
- 2018 — «Дарак ыры» (полнометражный фильм), (Кыргызстан-Россия)
- 2010 — «Шам» (к/м)
- 2010 — «Гаишники. Иссык-Кульский бешбармак», (Россия-Кыргызстан) — в соавторстве
- 2008 — «Ай бала[29]» (Лунный мальчик) (к/м)
- 2008 — «Дерево» (к/м)
- 2006 — «Берег»(к/м)

### Продюсер фильмов
- 2011 — «Девушка в красном»
- 2010 — «Шам» (к/м)
- 2009 — «50 сом» (к/м)
- 2006 — «Берег» (к/м)
- 2005 — «Носковый сон» (а/ф)

## Призы и награды

### 2023 год
- Лучший полнометражный фильм Бременский международный кинофестиваль, Германия[30][31][32]
- Лучший режиссер, Международный кинофестиваль семейных и детских фильмов «Хрустальный нерпенок», Россия[33][34][35]
- Лучший режиссер Первого Бишкекского международного кинофестиваля [36]
- Лучший режиссер XVI-го Международного кинофестиваля «Восток & Запад. Классика и Авангард»[37]

### 2022 год
- «Лучший режиссер», «Лучший сценарист» и «Лучший фильм сезона» за фильм «Запах полыни», Кинофестиваль Арт-хаусных фильмов Сипонтум, Италия[38][39]

### 2019 год
- Приз Гильдии кинокритиков России за фильм «Песнь древа»
- Гран-При на Международном Казанском кинофестивале мусульманского кино («Песнь древа»), (Россия) [40]
- 2 Приза Национальной кинопремии «Ак илбирс-2019» (За лучший сценарий и лучшую режиссерскую работу, фильм «Песнь древа»;
- Гран-При на кинофестивале «Кино детям» в Самаре, (Россия) за фильм «Песнь древа»
- Гран-При на кинофестивале в Дакке (Бангладеш) - «Песнь древа»
- Приз Союза кинематографистов Башкортостана, («Песнь древа»)
- Приз Международного кинофестиваля «Cine-Volna» в г.Аликанте (Испания) за фильм «Песнь древа»
- Лучший режиссер года по версии газеты «Эркин Тоо»

### 2016 год
- Почётная грамота Кыргызской Республики[41]

### 2011 год
- Лучший кинорежиссер года по версии двух газет «Алиби[42]» и «Фабула»,

### 2010 год
- Специальный приз жюри на международном Кинофестивале «Кыргызстан-Франция-Германия»

### 2008 год
- «Приз Высших курсов сценаристов и режиссёров» — «За лаконичную стилистику режиссёрского решения» (Россия)
- «Приз Международного Молодежного Жюри кинокритиков стран СНГ, Латвии, Литвы, Эстонии» — за «Нестандартное решение темы патриотизма»[43]
- Специальный Приз Жюри Международного Кинофестиваля «Бишкек»

### 2007 год
- Гран-при IV Международного Молодежного Кинофестиваля «Это Я», (г. Ереван)[44]
- Специальный Приз Жюри Международного Студенческого Кинофестиваля «Старт»[45], (г.Баку)